# Андрохович Антін
о. Анті́н Андрохо́вич (повне ім'я Анті́н Адо́льф де На́ленч Андрохо́вич; *1847, Якубівка, Королівство Галичини та Володимирії — †29 листопада 1926, Горохолина, Станиславівське воєводство) — український церковний та громадський діяч, депутат Богородчанської повітової ради. Батько вітчизняного педагога та науковця Амврозія Андроховича.

## Життєпис
Народився 1847 року в селі Якубівка на Покутті у священичій родині. Початкові класи гімназії закінчив у Чернівцях, а вищі – в Станиславові. 1863 року гімназійним студентом з кількома приятелями вирішив доєднатися до учасників Польського повстання. Під Теребовлею потенційних повстанців затримав австрійський військовий патруль і доправив до судового арешту в Отинії. Позаяк судовий начальник був знайомий із батьками затриманих, то юнаків відпустили додому без накладення якої-небудь серйозної міри покарання. 
Закінчивши Станиславівську гімназію, Антін Андрохович якийсь час студіював теологію, після чого 1872 року був рукоположенний. Протягом 1872-1878 років займав посади парохіяльного сотрудника та завідувача в Староміщині, Кобаках, Бзовиці, Тростянці, Поточищі, Печеніжині та Лисці. 
У подальшому аж до грудня 1899 року був парохом у Лисці. В цьому містечку розгорнув активну діяльність з виборювання самоврядних та культурних права для української спільноти. Зорганізувавши активних міщан, домігся перевиборів у міську громадську раду. Результатом цієї акції стало позбавлення жидів-лихварів панівної більшості в згаданому органі. Водночас вів затяжну релігійну боротьбу з лисецьким вірменським священиком Каєтаном Бжезінським за піднесення авторитету Греко-католицької церкви серед населення. Йому вдалося розширити вплив уніатів у містечку, а також утвердити значення Лисця, як відпустового духовного центра. 
Протягом десяти років поспіль обирався від сільської курії до Богородчанської повітової ради, одночасно був членом повітового виділу (управи). Разом з політичними однодумцями вживав різних заходів для запобігання подальшої полонізації населення повіту. За його ініціативи повітова рада заснувала в Богородчанах позичкову касу, що дозволило здешевити кредити для селян і знизити їх залежність від жидівського лихварського капіталу. 
Наприкінці 1899 року Антін Андрохович перенісся на парохію до Горохолина, на якій перебував аж до дня своєї смерті. На новому місці з добровільних пожертв звів три храми. Очолив у селі антиалкогольну пропаганду та домігся викупу громадою жидівської корчми з подальшим перепрофілюванням її приміщення під школу. До 1919 року був головою місцевої шкільної Ради, дбаючи про якнайширший розвиток освіти в Горохолині. 
Перебуваючи в статусі пароха, намагався займати нейтральну позапартійну позицію в своїй громадській роботі. Підтримував діяльність усіх українських організацій (москвофілів, народовців, радикалів), які мали на меті сприяти піднесенню самосвідомості місцевого населення. У 1880-х роках дописував до сатиричних часописів «Нове Зеркало» та «Страхопуд». Добре розумівся на гідропатії, гомеопатії й ветеринарії та часто задарма лікував селян і їх худобу, що ще більше підносило авторитет священника серед пастви.
У період Першої світової війни залишився зі своїми вірними, обстоював інтереси селян перед окупаційними властями. 
Перебував у шлюбі з Марією Андрохович (до шлюбу Глинська). У ньому в подружжя народилися син Амврозій, дочки Антоніна і Ангела. Усі троє дітей пов’язали своє життя з педагогічною роботою. 
Помер 29 листопада 1926 року.